# Neocerdistus acutangulatus
Neocerdistus acutangulatus är en tvåvingeart som först beskrevs av Macquart 1847.  Neocerdistus acutangulatus ingår i släktet Neocerdistus och familjen rovflugor. Inga underarter finns listade i Catalogue of Life.